# Albert Isnard
Pour les articles homonymes, voir Isnard.
Albert Isnard, né le 21 décembre 1861 à Paris 1er et décédé le 27 mai 1949, est un bibliothécaire et historien français.

## Biographie
Albert Isnard obtient le diplôme d'archiviste paléographe en 1887 grâce à une thèse sur Antoine de Chabannes, comte de Dammartin, grand maître de France (1408-1488).
Nommé alors bibliothécaire au département des Imprimés de la Bibliothèque nationale, il travaille au traitement des entrées et participe aux notices du Catalogue général des Imprimés. Le 1er janvier 1920, il est nommé conservateur adjoint de la section des Cartes et plans du département des Imprimés de la bibliothèque nationale. Durant son mandat de six années, il rédige une première note donnant des directives pour la description des documents aux bibliothécaires « règles suivies dans la rédaction des fiches à la section des cartes » et participe en 1924 à la remise par le ministère des affaires étrangères du fonds de cartes géographiques de Jean-Baptiste Bourguignon d’Anville. C’est également à Albert Isnard que l’on doit le démarrage du transfert de l’ancien fonds de la section des cartes et plans, notamment par les volumes ; charge qu’il confie au bibliothécaire Charles Du Bus.
Il a été professeur à la faculté libre des lettres de Paris, des sciences auxiliaires de l'histoire et répétiteur pour les préparationnaires au concours d’entrée à l’École nationale des chartes.

## Publications
- Catalogue des actes de François Ier. Tome 1, 1er janvier 1515 - 31 décembre 1530, Bibliothèque nationale, 1887
- Achille Le Vavasseur, 1893
- Mystère des Trois Rois, Bulletin historique et philologique, 1896
- Catalogue des ouvrages de Bossuet conservés au département des imprimés, Bibliothèque nationale, 1904
- Catalogue des ouvrages d'Euripide, conservés au département des imprimés, Bibliothèque nationale, 1912
- Joseph-Nicolas Delisle : Sa biographie et sa collection de cartes géographiques à la Bibliothèque nationale, 1915
- La Carte prétendue de Christophe Colomb, 1925
- Catalogue général des livres imprimés de la Bibliothèque nationale : actes royaux. Tome II, Louis XIII, Louis XIV, 1610-1665, 1938